# Aghavannagh
Aghavannagh est un petit village isolé du comté de Wicklow en Irlande. Il est situé au sud-est du Lugnaquilla, le point culminant des montagnes de Wicklow.